# 601036 Sassflóra
601036 Sassflóra è un asteroide della fascia principale. Scoperto nel 2012, presenta un'orbita caratterizzata da un semiasse maggiore pari a 2,610883 UA e da un'eccentricità di 0,255258, inclinata di 14,060124° rispetto all'eclittica.